# برادر الهی ما
برادر الهی ما (لهستانی: Brat naszego Boga) یک فیلم زندگی‌نامه‌ای به کارگردانی کشیشتف زانوسی است که بر پایهٔ کتابی به همین نام به قلم پاپ ژان پل دوم ساخته و در سال ۱۹۹۷ منتشر شد. این فیلم دربارهٔ زندگی آلبرت خمیلوفسکی است و تصویربرداری آن در شهر کراکوف صورت پذیرفت.

## گزیدهٔ بازیگران
- اسکات ویلسون
- کریستف والتس
- وویچیخ پشونیاک
- ریکاردو کوچولا
- گراژینا شاپوووفسکا
- ماچئی اوروئوش
- یژی نوواک
- کشیشتف کومور
- تادئوش برادتسکی
- پیوتر آدامچیک
- کشیشتف یانچار
- ائوگنیا هرمان
- پاوئو بورچیک
- لِـوْ ریوین
- سواوومیرا وُژینسکا
- میروسواف زبرویویچ
- یژی موس
- مارک برودزکی
- ائوگنیوش پریویژینسف
- آندژی دِسکور
- یاتسک دوماینسکی
- یژی زیگمونت نواک